# Horacjusz
Horacjusz – imię męskie pochodzenia łacińskiego. Wywodzi się od nazwiska rzymskiego rodu.
Horacjusz imieniny obchodzi: 24 kwietnia.